# カルロス・アルギニャーノ
カルロス・アルギニャーノ・ウルキオラ（Karlos Arguiñano Urkiola), 1948年9月6日 - ）は、スペイン王国ギプスコア県ベアサイン出身の料理人・テレビ司会者・プロデューサー・実業家。バスク人。食事の栄養面や衛生管理の知識を庶民にもたらし、家庭料理においても食事の楽しみを伝えた功績がある。

## 経歴

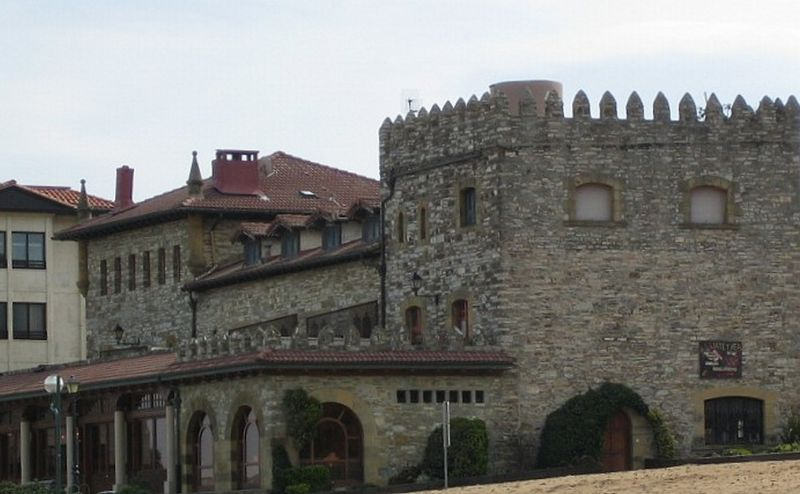
アルギニャーノのレストラン

### 料理人として
1948年、カルロス・アルギニャーノはバスク地方のギプスコア県ベアサインに生まれた。4人兄弟の長男であり、母親が身体障害者だったため、子どもの頃から家庭で料理を行っていた。ベアサインには鉄道車両製造のCAF本社があり、料理界に進出する前にはCAFで働いていた。17歳の時にオテル・エウロマル・ホテル学校(Escuela de Hosteleria del Hotel Euromar)での料理講座に参加することを決め、3年間、料理人のルイス・イリサルに料理の本質を教わった。この学校でペドロ・スビハナやラモン・ロテタのような料理界での成功者に出会っている。1978年にはギプスコア県サラウツにあるオーベルジュ（レストラン付きのホテル）を任された。1996年にはプロ・アマチュア双方の料理人を育成するために、オーベルジュ内に自身の名を冠したカルロス・アルギニャーノ・アイアラ料理学校を開校させた。

### テレビシェフとして
アルギニャーノはスペイン初のテレビシェフのひとりであり、お昼時間帯にテレビで『La cocina de Arguinano』（アルギニャーノの料理、1995年-1998年）、『Karlos Arguinano en tu cocina』（君の料理のカルロス・アルギニャーノ、1995年-）という冠番組を持っている。当初はバスク州の公共放送であるEITBで放送されていたが、1991年からは国営放送のTVEで放送され、2004年から2010年には民放のテレシンコで、2010年9月以降はアンテナ3で放送されている。また、アルゼンチンではカナル7やカナル13で放送された。
アルギニャーノは料理のコツやジョークも加えたレシピを提示し、「おいしく、おいしく、栄養価も一緒に」(Rico, rico y con fundamento) というキャッチフレーズがある。アルギニャーノはテレビシオン・エスパニョーラ（国営放送）で週7日放送のレギュラー番組を持ったスペイン初の料理人であり、スペイン全土の主婦たちの熱狂的な支持を得た。アルギニャーノが夏場の卵の保存状態について警告を発すると、スペイン全土で卵の売り上げが減少したという。また、アルギニャーノは料理のアクセントとして必ずパセリを用いることから、多くの家庭の食卓にパセリが登場するようになったという。12歳年下の妹のエバ・アルギニャーノもまた料理人としてテレビに出演しており、主にカルロスの番組のデザート部門を担当している。

### 実業家として
自身が設立した映像制作会社アセガルセを通じて、冠番組の制作を引き継いでいる。アセガルセは料理番組の制作の他に、バスク・ペロタのプロリーグの映像制作も行っている。アセガルセはラ・セスタが所有する企業のひとつである。

## 番組
- 1991-1994 『El menu de cada dia』 - TVE
- 1993-1994 『El sabado cocino yo』- TVE
- 1994-1995 『El menu de Karlos Arguinano』- TVE
- 1995-1998 『La cocina de Arguinano』- TVE（95-97）、テレシンコ（97-98）
- 1995- 『Karlos Arguinano en tu cocina』-  カナル7（95-96）、 カナル13（96-00）、テレシンコ（04-10）、アンテナ3（11-）

## フィルモグラフィー
アルギニャーノは何本かの映画の製作に参加している。
- 1997年 Airbag – フアンマ・バホ・ウジョア監督
- 2000年 Ano Mariano - カーラ・エレハルデ監督とフェルナンド・ギリェン・クエルボ監督
- 2002年 El rey de la Granja - カルロス・サバラ監督とグレゴリオ・ムロ監督